# أندريه بونيفو
اندريه بونيفو (بالفرنسية: André Beauneveu) ولد حوالي 1335 في مقاطعة هينو في فالنسيان وتوفي عام
1400 في بورجيه، هو رسام ونحات و مذهب ناشط من 1359 إلى 1390، كان يعمل في خدمة ملك فرنسا شارل الخامس وشقيقه دوق جون التوت. عمله هو علامة فارقة بين التقاليد القوطي.